# Vulcanologia d'Italia
L'Italia è un Paese vulcanicamente attivo, che contiene gli unici vulcani attivi nell'Europa continentale (mentre isole vulcaniche sono presenti anche in Grecia, nell'arco vulcanico dell'Egeo meridionale). Il vulcanismo del paese è relazionato in senso lato alla presenza, a breve distanza a sud, del limite convergente tra la placca africana che si muove verso nord e la placca euroasiatica; l'interazione di tipo collisionale tra le due placche ha come effetto principale attualmente la subduzione della placca crostale ionica a sud sotto l'arco calabro lungo un piano di Benjoff e la sua progressiva fusione entro il mantello, con conseguente risalita di magmi entro la crosta e in superficie.
A grandi linee esistono tre aree principali caratterizzate da vulcanismo attivo attualmente o in tempi storici: un gruppo di centri vulcanici che decorrono in direzione sud est - nord ovest nella parte centro-meridionale e lungo la costa tirrenica della penisola italiana (l'arco vulcanico campano); un altro gruppo che comprende la parte nord orientale della Sicilia e il Mar Tirreno sud orientale (Etna e arco vulcanico eoliano); un ulteriore gruppo che copre una vasta area entro il Canale di Sicilia, situato tra l'isola di Pantelleria e la costa meridionale della Sicilia. La Sardegna ha avuto una storia geologica totalmente separata da quella del resto d'Italia: si verificarono diversi cicli di attività vulcanica, l'ultimo dei quali terminato all'inizio del Pleistocene, ma attualmente ospita solo vulcani definitivamente spenti.
A causa della loro posizione in zone densamente abitate, l'Etna e il Vesuvio sono stati inseriti nell'elenco dei Vulcani del Decennio, una lista dei vulcani da tenere più sotto stretta sorveglianza stilata a livello globale.

## Vulcani

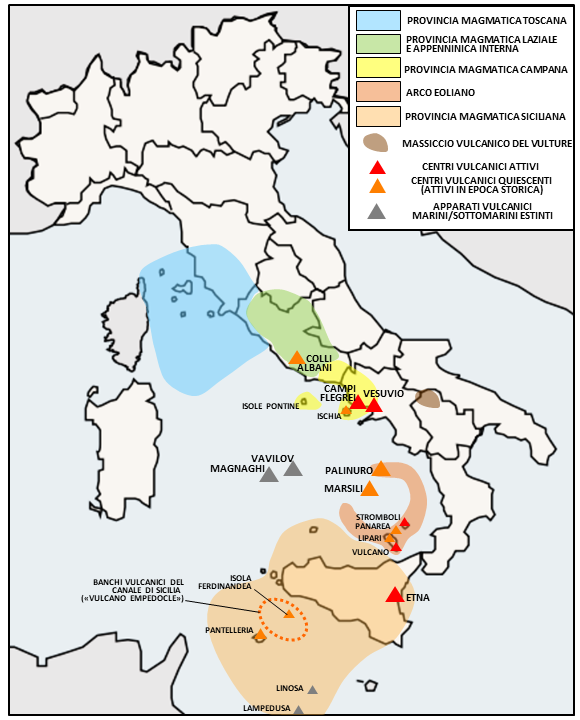
I centri eruttivi attivi e quiescenti in Italia inquadrati nelle principali province magmatiche. In questa mappa sono considerate le provincie magmatiche presenti a partire dal Miocene Medio fino al Quaternario, da centri attivi a quiescenti a manifestazioni idrotermali tardive. Non sono considerate qui le manifestazioni vulcaniche antiche (dal Paleozoico al Terziario Inferiore), ormai del tutto inattive.

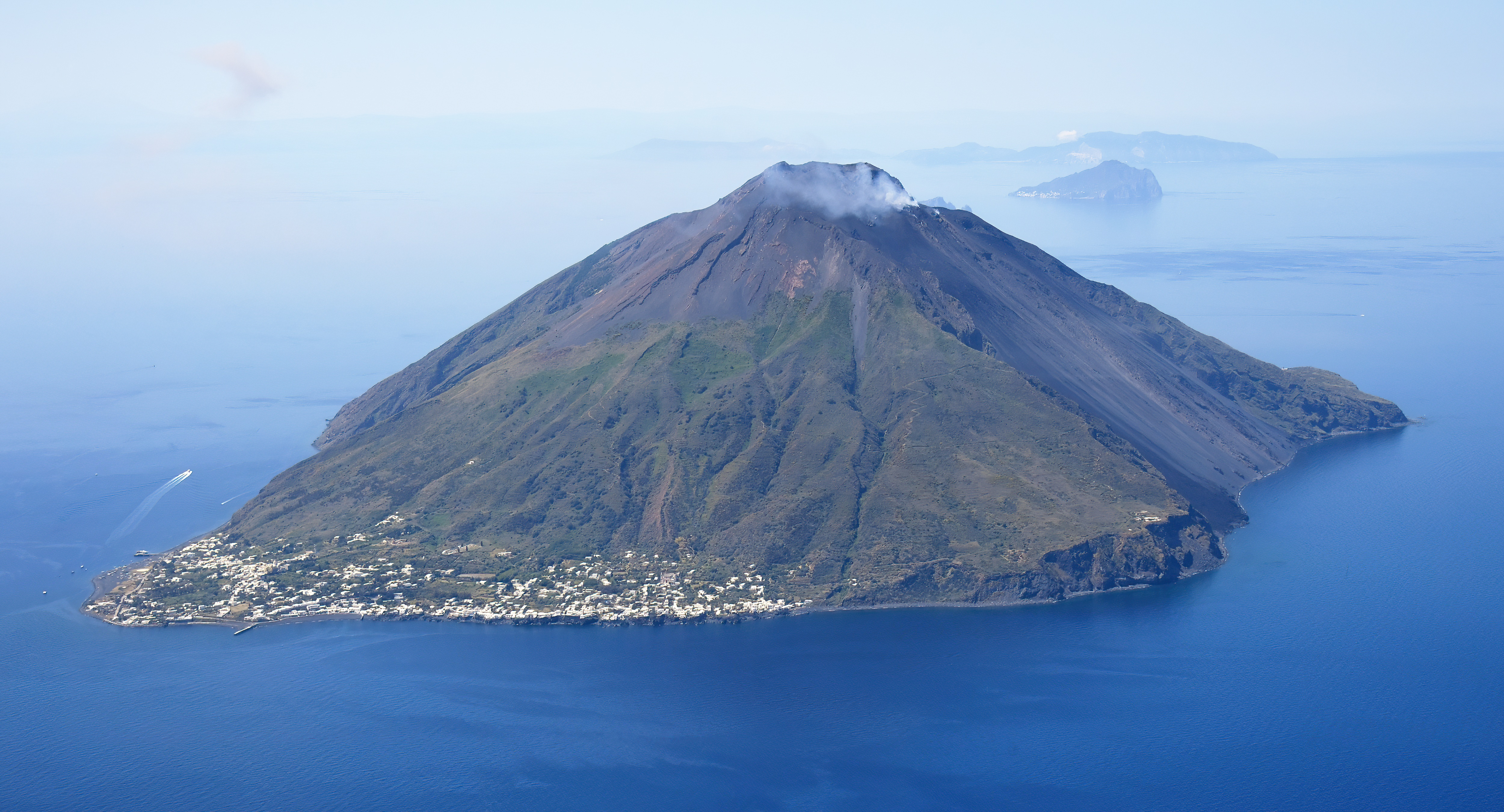
Stromboli

Nel territorio italiano l'attività vulcanica e plutonica ha lasciato importanti testimonianze in tutte le ere geologiche rappresentate: dal Paleozoico antico fino alle manifestazioni più recenti e tuttora attive del Quaternario dell'Italia peninsulare, nel Canale di Sicilia e nel Tirreno meridionale. Per quanto riguarda queste ultime manifestazioni è opportuno fare riferimento, per un migliore inquadramento, a settori che vengono definiti tradizionalmente come province magmatiche. Una provincia magmatica è definita come un'area relativamente ristretta entro la quale rocce ignee (intrusive e/o effusive) si sono messe in posto in un periodo di tempo relativamente ristretto e definito. Una provincia magmatica quindi costituisce l'espressione di processi geologici abbastanza simili e riflette determinate affinità di composizione. Le principali province magmatiche italiane sono cinque:
- Provincia toscana. Questa provincia comprende la Toscana occidentale, dalla zona di Montecatini Terme a quella del Monte Amiata e l'area tirrenica dell'Arcipelago Toscano (isole di Capraia e Gorgona, Elba, Giglio e Montecristo). L'attività vulcanica inizia nel Miocene e ha la sua massima espressione nel Pliocene (4-5 milioni di anni fa); il centro eruttivo più recente è l'Amiata (20000-300000 anni fa). Abbiamo fenomeni sia intrusivi, con batoliti granitici come quello dell'Elba, sia effusivi, con rocce sia femiche che sialiche; l'attività è stata prevalentemente effusiva, a colate laviche e duomi, ma non mancano i prodotti piroclastici. Al presente tutti i vulcani sono estinti e resta solamente attività idrotermale, ancora piuttosto intensa intorno al settore del Monte Amiata, con acque calde, soffioni e fumarole. Celebri i Soffioni di Larderello (Pisa). Qui è concentrata la maggior parte della geotermia italiana.
- Provincia laziale. Va dai Monti Vulsini e Cimini ai Colli albani. Si tratta di grandi centri eruttivi la cui attività va da circa 800000 anni fa a meno di 20000 anni fa per i Colli Albani. L'attività è stata prevalentemente esplosiva, con abbondanza di prodotti piroclastici e colate laviche decisamente subordinate. Il Lago di Bolsena è una grande caldera derivata dal collasso di un centro eruttivo caratterizzato da estesi depositi piroclastici da eruzioni di tipo pliniano e stromboliano, e colate laviche. Il vulcano è considerato estinto: permane una sporadica attività sismica e attività idrotermale con sorgenti di acque calde e venute di vapore e gas vulcanici, in alcuni casi sfruttata geotermicamente per la produzione di energia elettrica (Latera e Torre Alfina). I Colli Albani sono quanto resta di un grande stratovulcano collassato: si tratta in realtà di una caldera composita, le cui maggiori depressioni sono colmate dai laghi Albano e di Nemi. I prodotti sono prevalentemente piroclastici, inizialmente da ricaduta di cenere e lapilli e poi di origine freato-magmatica, con attività fortemente esplosiva, e colate laviche subordinate. Questo centro eruttivo ha eruttato a partire da 600 000 anni fa fino a meno di 20 000 anni fa, con manifestazioni tardive fino all'epoca romana e oltre. Anche attualmente i dati del monitoraggio relativi all'attività sismica, alla deformazione del suolo e alle emissioni gassose indicano che il vulcano non può dirsi con sicurezza estinto, ma viene considerato in prevalenza dalla comunità scientifica come in una fase di lunga quiescenza. Attualmente è monitorato dalla sede romana di INGV dal 2000, soprattutto per il forte rischio di rilascio di gas tossici (soprattutto anidride carbonica, idrogeno solforato e radon), in conseguenza di morie di bovini e di pecore (oltre che di animali selvatici) per asfissia verificatesi nel settore di quest'area più prossimo a Roma (Cava dei Selci).
- Provincia campana. Fanno parte di questa provincia i tre centri eruttivi principali del Vesuvio, dei Campi Flegrei e dell'isola di Ischia, considerati attualmente quiescenti, ma che hanno eruttato varie volte in epoca storica o recente, insieme con altri vulcani considerati estinti, come il vulcano di Roccamonfina (a nord di Caserta) e l'isola di Procida (la cui ultima eruzione risale a circa 18000 anni fa). Tutti questi vulcani si sono formati all'interno di un'area, la Piana Campana, ribassata da faglie. L'attività di queste faglie (faglie normali o dirette) è causata da una "distensione" della crosta terrestre in questo settore (che ha favorito la risalita del magma). Vengono aggregate a questa provincia anche le Isole Pontine (Ponza e Ventotene le principali), il cui vulcanismo si è estinto in età pleistocenica (poco più di un milione di anni fa).

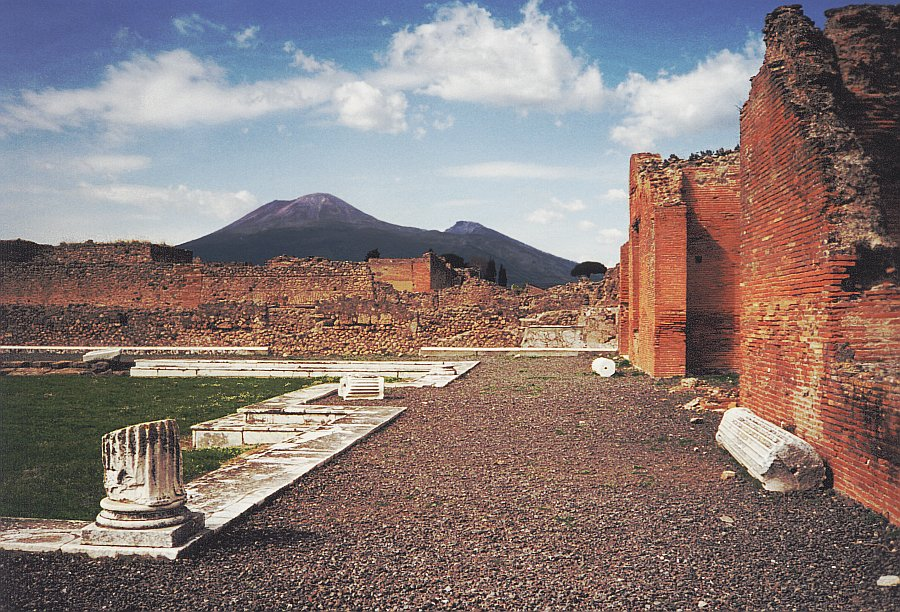

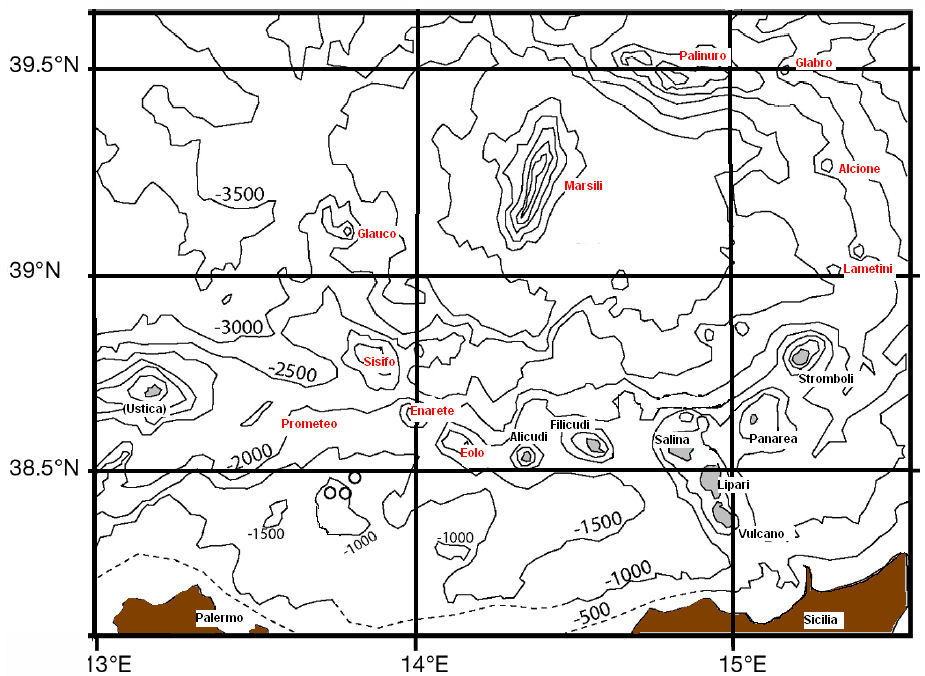
L'arco eoliano; carta delle isobate (curve di isoprofondità); le isole emerse sono riportate in grigio e la costa siciliana in marrone. Sono indicati gli apparati vulcanici sommersi (nomi in rosso).

- Arco Eoliano. L'arco eoliano; carta delle isobate (curve di isoprofondità); le isole emerse sono riportate in grigio e la costa siciliana in marrone. Sono indicati gli apparati vulcanici sommersi (nomi in rosso). Questa provincia magmatica viene in genere distinta in letteratura per le sue peculiarità genetiche e morfologiche. Si tratta di un vero e proprio arco vulcanico, che mostra spiccate affinità con strutture similari della "cintura di fuoco" del Pacifico occidentale (come ad esempio le Isole Marianne, o le Aleutine), sia pure su scala più ridotta. Questo comprensorio è costituito non solo dalla parte insulare emersa, rappresentata dalle sette Isole Eolie (da ovest: Alicudi, Filicudi, il gruppo Salina-Lipari-Vulcano, Panarea, Stromboli): queste ultime sono solo la parte centrale emersa di una "catena" di apparati vulcanici per lo più subacquei. Guardando una carta del fondale marino nell'area si scopre che questa catena costituisce un arco a forma di "ferro di cavallo". Tutti questi edifici vulcanici sono impostati sulla scarpata continentale siciliana e calabra. Altri vulcani che non fanno parte strettamente dell'arco delle Eolie ma con genesi e attività correlate sono il grande vulcano Marsili (attivo), più o meno al centro dell'arco eoliano, e gli apparati vulcanici Vavilov e Magnaghi (probabilmente estinti), più a ovest, tutti impostati sulla crosta tirrenica, di tipo oceanico. Tutti questi centri eruttivi sono direttamente relazionati alla collisione della placca tettonica ionica (di pertinenza africana) che muovendosi verso nord-ovest va in subduzione sotto la Calabria e sotto la placca tirrenica, generando attività sismica e risalita di magma.
- Provincia siciliana. La provincia magmatica siciliana è piuttosto composita: comprende il grande apparato vulcanico dell'Etna (attivo), oltre a vari altri centri eruttivi localizzati nell'Altopiano Ibleo (estinti), nel Tirreno meridionale (Ustica, estinto) e nel Canale di Sicilia (attualmente quiescenti ma attivi in epoca storica, anche con attività recente).

Da quanto è esposto sopra risulta chiaro che l'attività vulcanica in Italia si è verificata in tempi sempre più recenti procedendo da nord verso sud.
Considerando invece lo stato e la tipologia di attività dei centri vulcanici è possibile distinguere:

### Vulcani attivi
Attualmente in Italia sono due i centri eruttivi che presentano un'attività persistente:
- L'Etna, in Sicilia (il più alto vulcano in Europa a ovest del Caucaso[5]).[6]
- Lo Stromboli, parte delle isole Eolie.[7]

### Vulcani dormienti

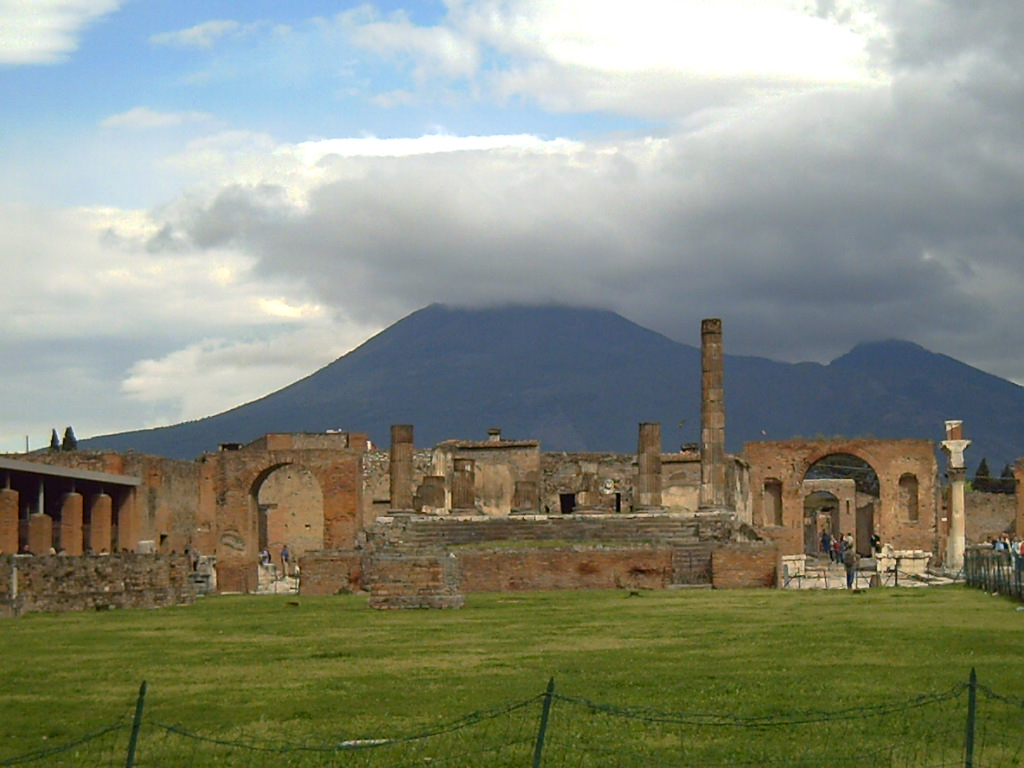
Il Vesuvio visto dalle rovine di Pompei

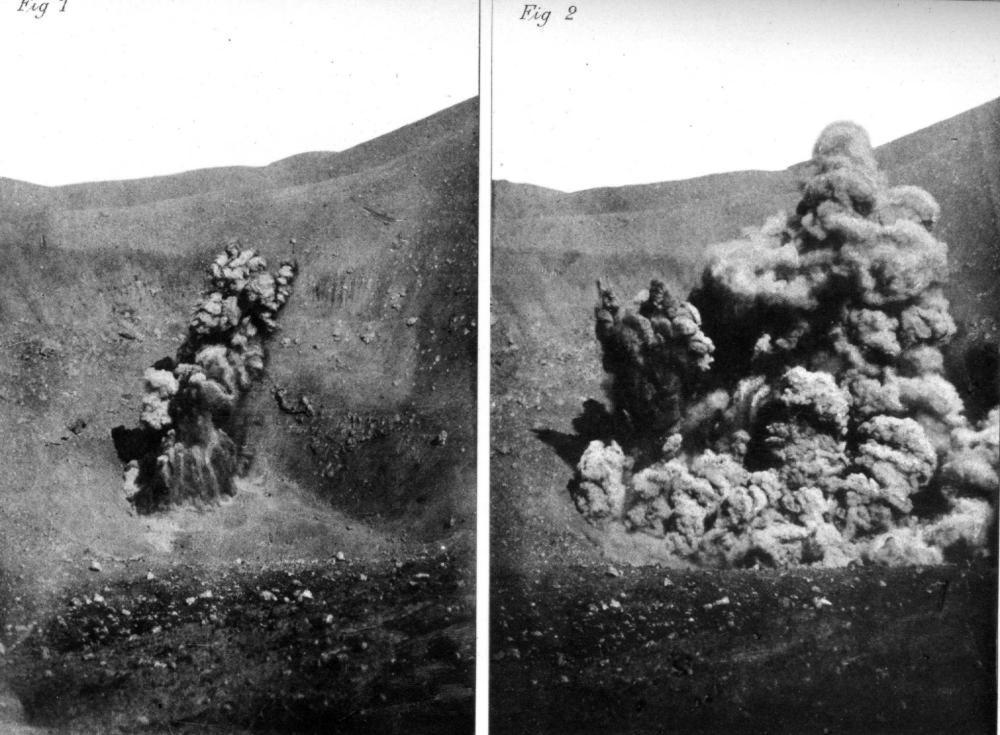
Eruzione di Vulcano del 1889

Numerosi altri centri vulcanici hanno visto eruzioni in tempi storici, o comunque in tempi geologicamente recenti, tra cui alcuni vulcani sottomarini. Nell'ordine delle eruzioni più recenti, sono:
- Il Vesuvio, vicino a Napoli (ultima eruzione nel 1944); l'unico vulcano ad aver eruttato in tempi recenti nell'Europa continentale.[8]
- Pantelleria, al largo delle coste della Tunisia, eruttò per l'ultima volta intorno al 1000 a.C. Nel 1831 e nel 1891 ci furono delle eruzioni sottomarine a pochi chilometri a nord-est dell'isola, che probabilmente erano collegata al vulcano principale.[9]
- Vulcano, parte delle isole Eolie, eruttò per l'ultima volta nel 1888-1890. Collegato alla stessa isola da un istmo, è il piccolo cono di Vulcanello, che emerse dal mare nel 183 a.C e mostrò attività occasionale fino al 16º secolo. Si ritiene che facciano parte dello stesso sistema vulcanico.[10]
- I Campi Flegrei, un'enorme caldera contenente l'area occidentale di Napoli, eruttarono l'ultima volta nel 1538, generando un piccolo cono di tufo denominato Monte Nuovo.[11]
- Ischia, un'isola a 20 chilometri a ovest di Napoli, l'ultima eruzione fu nel 1302.[12]
- Lipari, un'isola a un paio di chilometri da quella di Vulcano, ha un vulcano che eruttò per l'ultima volta nel 1230.[13]
- Colli Albani, un tranquillo complesso vulcanico a sud di Roma. Le eruzioni più recenti hanno prodotto il lago di Nemi e il lago di Albano. Potrebbe aver eruttato l'ultima volta nel 5000 a.C., ma recentemente l'idea di eruzioni durante l'Olocene è stata messa in discussione[14], e l'ultima eruzione accertata è invece avvenuta nel 34 000 a.C.[15] Poiché tale intervallo temporale è paragonabile al tempo medio di dormienza del vulcano, esso non può comunque essere considerato spento.[16]
- Panarea, parte delle Isole Eolie, eruttò l'ultima volta nel Pleistocene, ma un'elevata attività sismica e gassosa fa supporre che possa essere considerato quiescente.[17]
- Monti Sabatini (vulcano Bracciano e Sacrofano), un complesso vulcanico e la caldera a nord di Roma. Eruttò per l'ultima volta nel 70.000 a.C., ma, come per i Colli Albani, non può ancora essere considerato spento.[16]

### Vulcani sottomarini

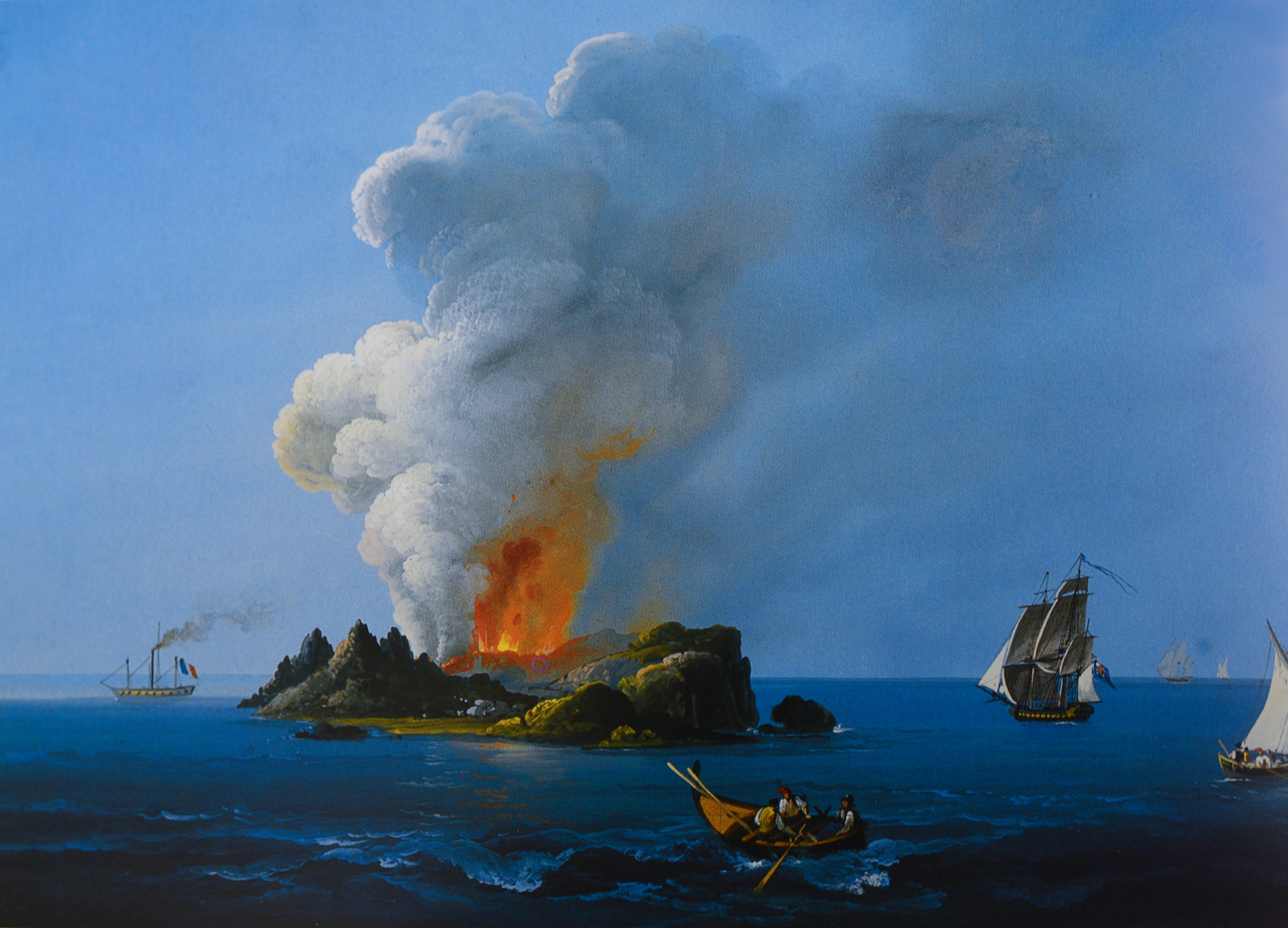
Dipinto raffigurante l'isola Ferdinandea nel 1831

Oltre ai vulcani sulla terra emersa, sono presenti numerosi vulcani sottomarini nei mari che circondano l'Italia, in particolare nel Tirreno sud-orientale e nel Canale di Sicilia:
- Marsili, un vulcano sottomarino nel Mar Tirreno. Marsili sorge a 3000 metri dai fondali marini del Mar Tirreno a sud-ovest di Napoli. La sua cima è a soli 500 metri sotto la superficie dell'acqua. Il vulcano ha eruttato l'ultima volta tra 2100 e 5000 anni fa[18], ed è considerato attivo, e potenzialmente pericoloso, in quanto un eventuale collasso dell'edificio vulcanico potrebbe innescare un maremoto. Non è però ancora chiaro quanto tale eventualità sia effettivamente possibile, in quanto non risultano prove di simili collassi (e di conseguenti maremoti) negli ultimi 700 000 anni.[19]
- L'Isola Ferdinandea emerse, in seguito a un'eruzione di tipo surtseiano, alcuni chilometri a nord-ovest di Pantelleria nel 1831, raggiungendo un'altezza massima di 63 metri, ma fu erosa di nuovo al livello del mare dopo alcuni mesi. La cima è ora a pochi metri sotto la superficie del mare. Potrebbe essersi verificata un'eruzione successiva nel 1863, ma non è dimostrato.[20] Uno sciame di piccoli terremoti nel 2002 portò a pensare che il magma si stesse muovendo sotto il vulcano, ma non si è verificata alcuna eruzione. Si trova nel cosiddetto campo vulcanico Graham, che si ritiene essere, assieme ai vicini campi Terribile e Nerita, parte di un ipotetico grande vulcano sottomarino chiamato Empedocle. Tale ipotesi non è però definitivamente confermata.[21]
- Palinuro, un vulcano sottomarino del Mar Tirreno vicino alla costa del Cilento. Eruttò per l'ultima volta all'incirca nell'8000 a.C., e come il Marsili è considerato attivo e potenzialmente pericoloso.[22] Nei pressi si trova anche il Glabro.

### Principali vulcani estinti
In Italia è inoltre presente un gran numero di strutture geologiche dovute a centri vulcanici ormai spenti. È possibile raggruppare tali vulcani in varie categorie:
- Isole vulcaniche: molte isole minori appartenenti alla Repubblica Italiana sono di origine vulcanica: le restanti isole Eolie (Alicudi, Filicudi, Salina) e Flegree (Vivara e Procida), le Isole Ciclopi, Ustica, Linosa, l'Arcipelago Pontino e Capraia.
- Antiappennino laziale: questa zona fu particolarmente ricca di attività vulcanica fino al Pleistocene superiore, lasciando come traccia un gran numero di vulcani dalla caratteristica forma più o meno circolare (dovuta al collasso della camera magmatica): Bolsena, Bracciano, Albano, Nemi, Vico. Gli apparati vulcanici corrispondenti sono quelli dei Colli Albani, Monti Sabatini, Monti Cimini, Monti Volsini, Monti della Tolfa. I primi due considerati quiescenti, gli altri (nonostante una presunta eruzione dei Volsini nel 104 a.C., dovuta probabilmente ad un'errata interpretazione del resoconto di un incendio[23]) sono invece considerati definitivamente spenti.[24]
- Sempre nell'Antiappennino, andando verso sud, si trovano il Roccamonfina[25] (in Campania) e il Vulture[26], entrambi risalenti al Pleistocene.
- Andando verso nord, in Toscana si trova il Monte Amiata, che eruttò per l'ultima volta circa 130 000 anni fa[27], e che presenta ancora una notevole attività geotermica.
- Molto più antichi (risalgono all'Oligocene) sono i Colli Euganei in Veneto.
- In Valsesia (Piemonte) sono stati trovati i resti di un antichissimo supervulcano, risalente a circa 290 milioni di anni fa, molto precedente alla formazione delle Alpi.[28][29][30]
- Fra i vulcani della Sardegna fra i principali si possono annoverare il Monte Arci (la cui ossidiana veniva estratta ed esportata in epoca preistorica), il Montiferru, il Monte Arcuentu e gli altipiani delle Giare, di natura basaltica. Si tratta di vulcani risalenti al periodo fra la fine del Pliocene e la prima parte del Pleistocene.
- Nel mar Tirreno si trovano inoltre numerosi vulcani sottomarini considerati ormai spenti: il Vasilov, i Lametini, il Magnaghi, nonché numerose altre montagne sottomarine la cui natura vulcanica è stata scoperta solo di recente.[31]

## Eruzioni significative

### Vesuvio

Zone interessate dall'eruzione del Vesuvio del 79.

Il sistema vulcanico del Somma-Vesuvio è caratterizzato in generale da eruzioni di tipo esplosivo. Senza dubbio la più famosa è quella che distrusse le città romane di Pompei, Ercolano, Stabia e Oplontis nel 79 d.C., causando migliaia di vittime. Si stima che tale eruzione ebbe un VEI (indice di esplosività vulcanica) pari a 5, ed è considerata l'archetipo delle eruzioni pliniane, che proprio da Plinio il giovane (testimone oculare dell'evento) prendono il nome, con una colonna eruttiva alta probabilmente circa 25 km (avente una forma che, secondo Plinio, ricordava quella di un pino domestico), flussi piroclastici e anche lahar.
Gli studiosi hanno scoperto che in precedenza il Vesuvio aveva dato luogo ad eruzioni pliniane ancora più violente, di cui l'ultima fu quella delle pomici di Avellino circa 3900 anni fa (stimata avere un VEI pari a 6). Dopo il 79 non ci furono più eruzioni di tipo pliniano, ma al massimo sub-pliniano. Le più importanti furono quella del 472 (la cui cenere arrivò fino a Costantinopoli) e quella del 1631, che uccise migliaia di persone (a causa di flussi piroclastici e lahar), e che è stata presa come riferimento dalla Protezione Civile per la stesura dei piani di evacuazione nel caso di future eruzioni. Per via di tale storia eruttiva, e dell'elevatissima densità di popolazione nella città metropolitana di Napoli, il Vesuvio è considerato uno dei vulcani più pericolosi al mondo.

### Campi Flegrei

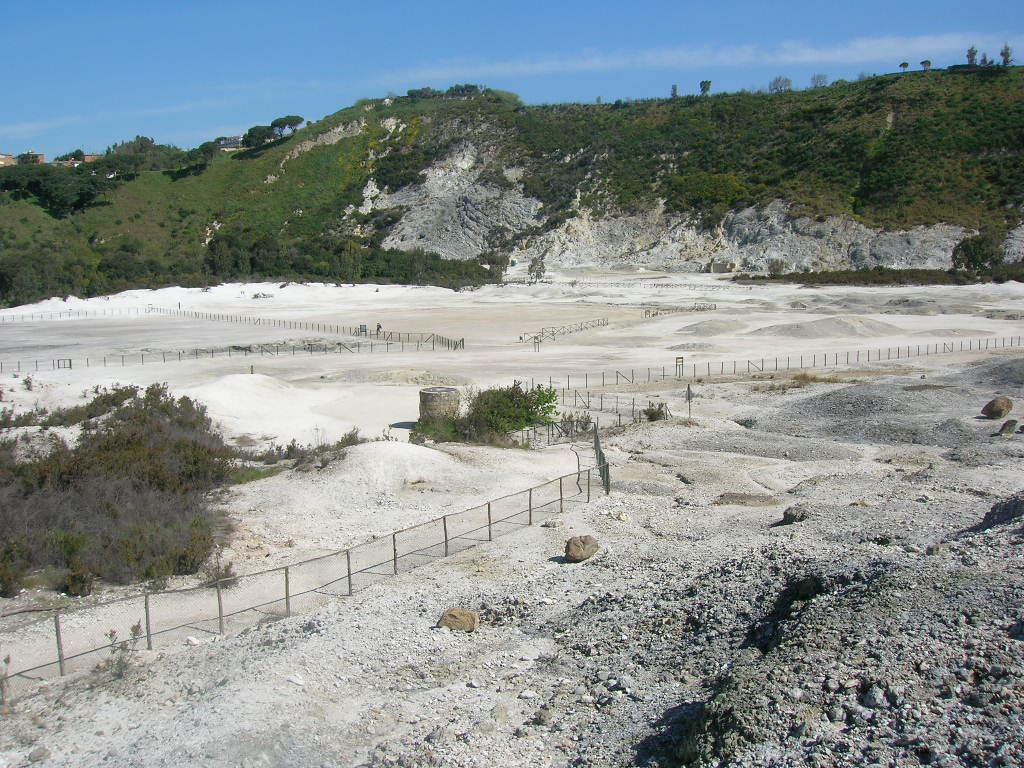
Solfatara di Pozzuoli, all'interno dei Campi Flegrei

A differenza del vicino Vesuvio, e della maggior parte dei vulcani più famosi, i Campi Flegrei non sono costituiti da un unico grande edificio vulcanico, ma sono un vasto campo vulcanico all'interno del quale si sono aperte numerose bocche eruttive, spesso diverse da eruzione a eruzione. L'unica eruzione in epoca storica, che generò il Monte Nuovo, fu di piccola intensità, e fu preceduta da un periodo di quiescenza durato più di tremila anni (prima del quale vi fu una lunga sequenza di eruzioni ravvicinate). In tempi più lontani però i Campi Flegrei sono stati capaci di eruzioni estremamente violente, che gli hanno fatto guadagnare il titolo di supervulcano. La più famosa fu quella dell'ignimbrite campana, avvenuta circa 40000 anni fa, considerata la più violenta mai avvenuta nell'area mediterranea, avente un VEI pari a 7, e che probabilmente ebbe effetti sul clima a livello mondiale. Di intensità solo leggermente inferiore fu quella del tufo giallo napoletano, avvenuta circa 15 000 anni fa. Vi sono indizi anche di una terza eruzione di grande magnitudo, avvenuta probabilmente 29 000 anni fa. Per questo motivo anche i Campi Flegrei sono strettamente sorvegliati dall'Osservatorio Vesuviano.
Sono inoltre caratterizzati da numerosi fenomeni di vulcanesimo secondario, di cui il più noto è il bradisismo flegreo, che nella seconda metà del '900 portò all'evacuazione di interi quartieri della città di Pozzuoli.

### Etna

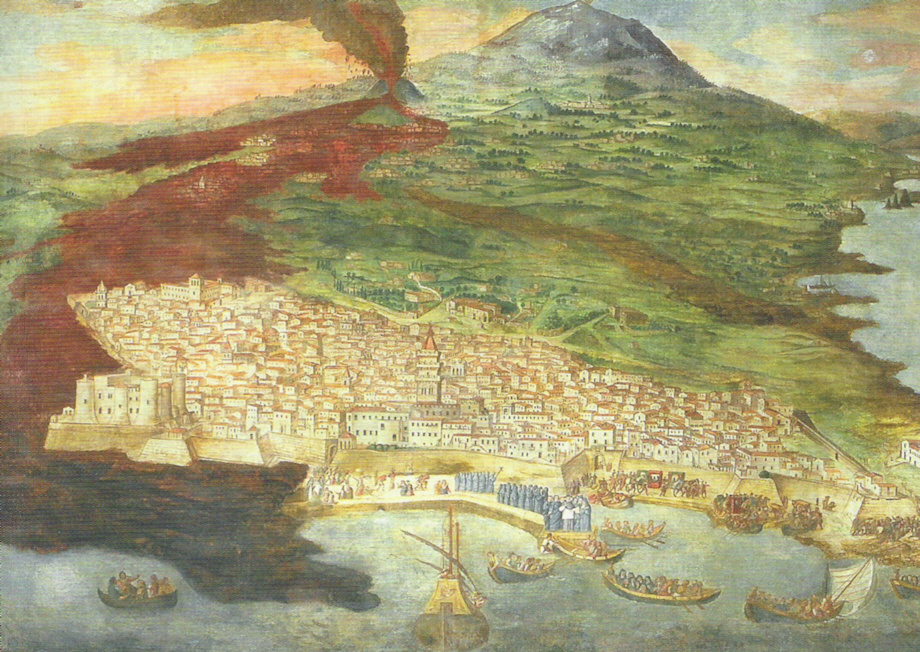
Affresco (conservato nel duomo di Catania) raffigurante la grande eruzione dell'Etna del 1669, in cui è ben visibile la colata lavica che arriva fino a Catania.

L'Etna è caratterizzato da un'attività eruttiva quasi continua, e, contrariamente al Vesuvio, le eruzioni dell'Etna sono tendenzialmente di tipo effusivo, con colate laviche che possono provenire sia dai crateri sommitali che da aperture laterali. Queste eruzioni quasi sempre non causano elevati danni, ma sono presenti eccezioni. La più imponente eruzione effusiva dell'Etna in epoca storica avvenne nel 1669, quando la lava seppellì numerosi villaggi arrivando fino al mare nei pressi di Catania, con una colata lunga fino a 17 km. Tale eruzione cambiò completamente il paesaggio della zona, ma per la sua natura effusiva non risultano vittime associate all'eruzione. Un'altra eruzione di portata simile avvenne nel 396 a.C, quando la colate laviche, arrivando fino al mare, ostacolarono l'avanzata dell'esercito cartaginese di Imilcone durante le guerre greco-puniche (come descritto da Diodoro Siculo). Alcune decine di morti furono registrate a Bronte nell'eruzione del 1843, a causa di un'esplosione freatica dovuta al contatto fra la lava e una sorgente d'acqua. L'ultima eruzione fortemente distruttiva avvenne nel 1928, quando la lava seppellì la cittadina di Mascali. Nell'eruzione del 1979 un'esplosione improvvisa causò 9 morti e 23 feriti in un gruppo di turisti in escursione, e in quella stessa eruzione fu emanato l'ultimo ordine officiale di evacuazione di un centro abitato a causa di un'eruzione dell'Etna.
Completamente diversa fu invece la grande eruzione di tipo esplosivo del 122 a.C., evento di tipo pliniano, che causò gravi danni alla città romana di Catania, che per questo motivo fu esentata dal pagamento delle imposte a Roma per un decennio. Un'ulteriore eruzione esplosiva, di tipo sub-pliniano, avvenne nel 44 a.C. Tale storia eruttiva, associata all'elevata densità abitativa della città metropolitana di Catania (ma con una situazione comunque meno problematica di quella di Napoli), richiede dunque una sorveglianza continua del vulcano.

### Stromboli

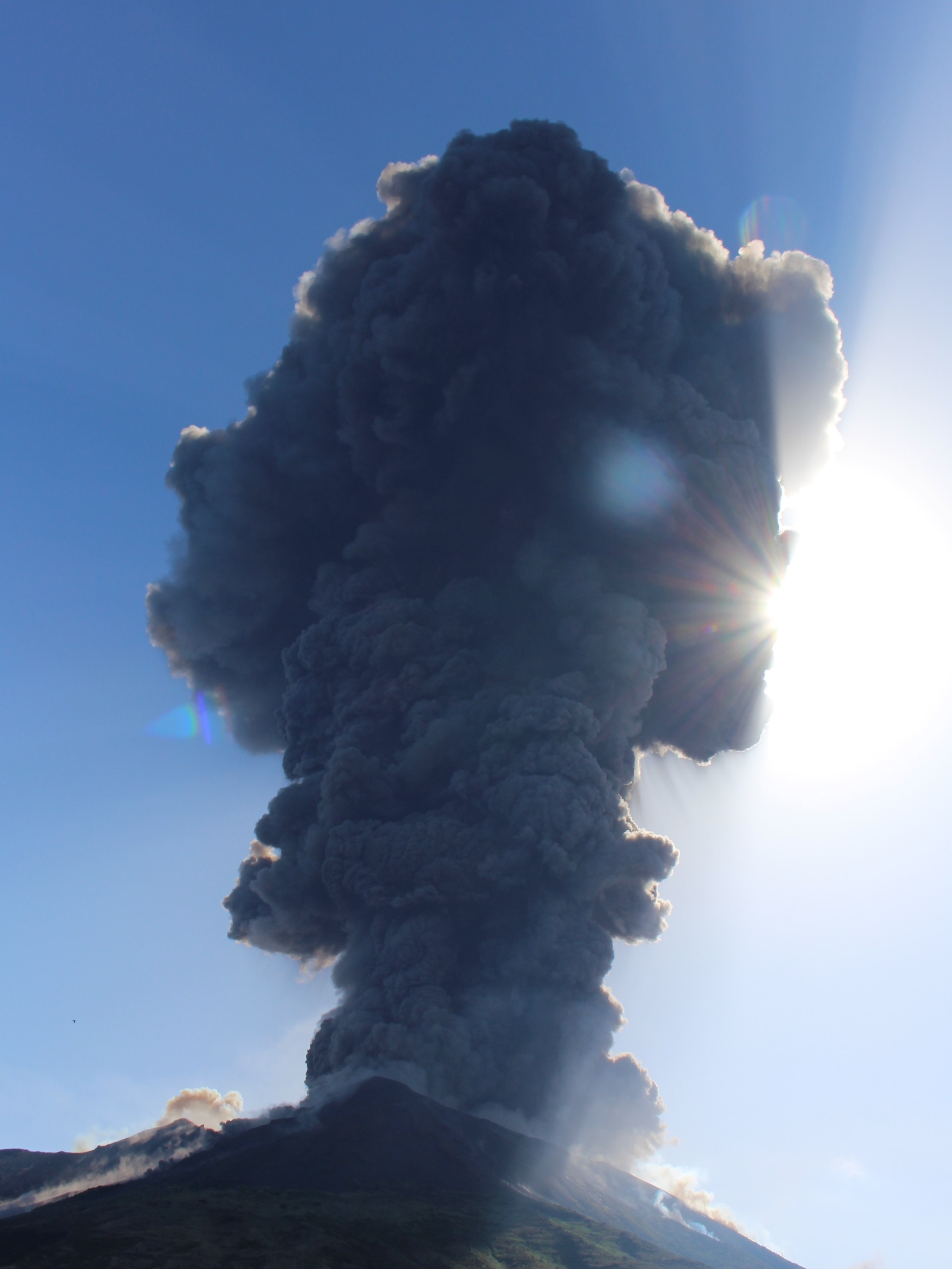
Parossismo di Stromboli del 3 luglio 2019

Lo Stromboli è uno dei vulcani più attivi al mondo, con attività pressoché persistente da almeno 2000 anni, motivo per cui veniva soprannominato il "faro del Mediterraneo". Solitamente tale attività consiste in un degassamento continuo, intervallato da piccole esplosioni di debole intensità, a distanze temporali che possono variare da pochi minuti ad alcune ore, un tipo di eruzione che viene definito appunto stromboliano. Circa 1-2 volte per decennio, la lava può tracimare dai crateri sommitali, formando delle colate in grado anche di raggiungere il mare: tali colate solitamente si indirizzano verso la zona nord-occidentale dell'isola, nella cosiddetta Sciara del Fuoco (una depressione a forma di ferro di cavallo, formatasi circa 6000 anni fa), lontano dagli insediamenti abitati. Questo tipo di eruzioni è quindi considerato innocuo. A intervalli irregolari, lo Stromboli può dare luogo ad esplosioni molto più violente della norma, denominate parossismi, che possono invece arrecare danni alla popolazione. L'11 settembre 1930 si verificò quella che è considerato l'evento eruttivo più violento del vulcano negli ultimi tredici secoli, con una massiccia ricaduta di materiale vulcanico sul centro abitato di Ginostra e la formazione di una corrente piroclastica fuori dalla Sciara del Fuoco: in totale si contarono quattro morti e numerosi edifici distrutti. Gli eventi parossistici più recenti sono avvenuti il 3 luglio e il 28 agosto 2019, con l'esplosione del 3 luglio che ha causato la morte di un escursionista. In tali eruzioni, si sono osservate anche colate piroclastiche in grado di scorrere sul mare per alcune centinaia di metri. Un'ulteriore fonte di pericolosità dello Stromboli è dato dal rischio di frane (spesso in corrispondenza dei parossismi), sia aeree che sottomarine, in grado di causare onde di maremoto: l'ultimo evento di questo tipo avvenne il 30 dicembre 2002, quando l'onda arrecò danni agli edifici costieri. Un evento franoso sottomarino di proporzioni maggiori potrebbe aver causato il maremoto del golfo di Napoli del 1343.